# Bettie Page

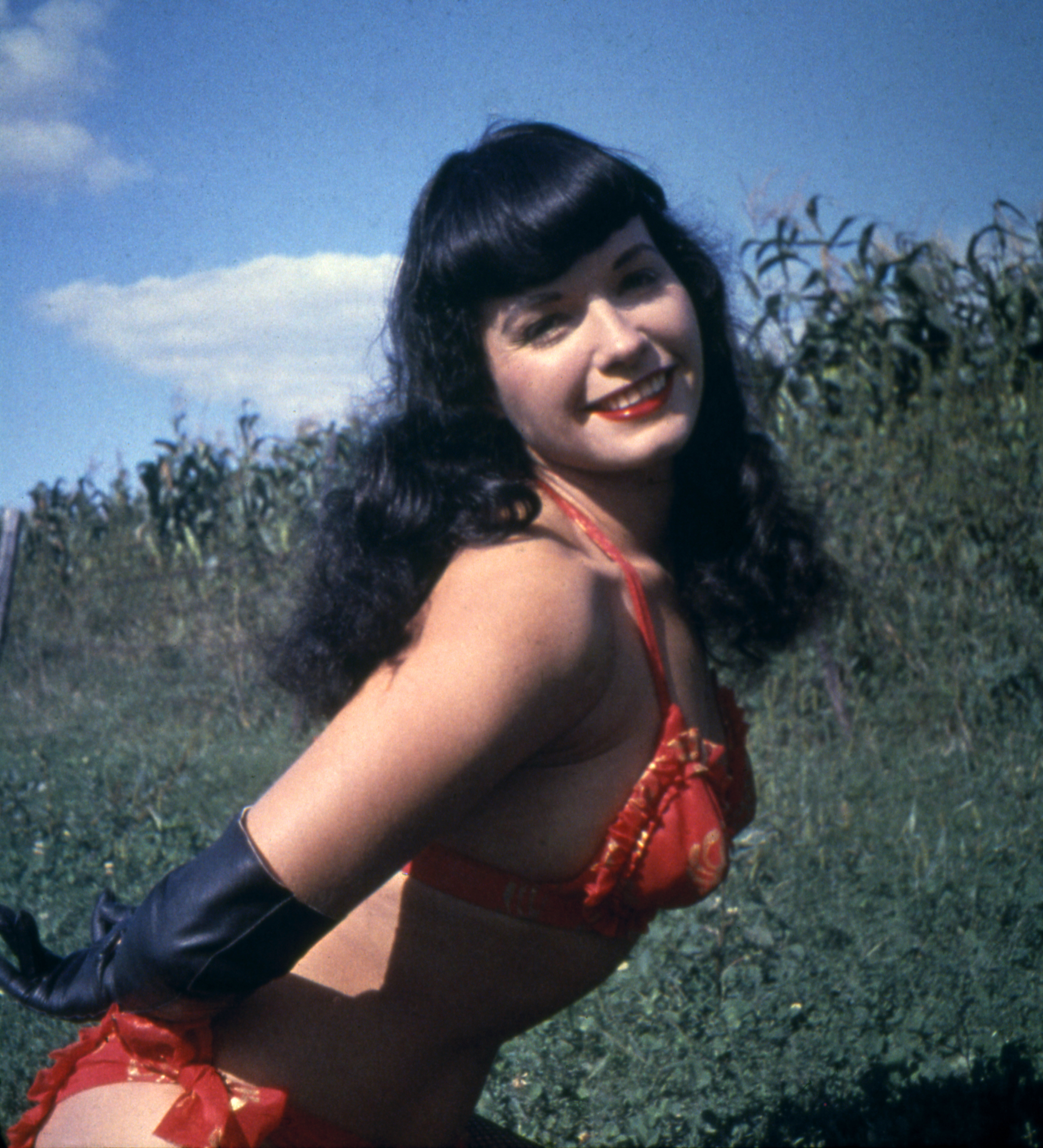
Bettie Page

Bettie Mae Page (* 22. April 1923 in Nashville, Tennessee; † 11. Dezember 2008 in Los Angeles, Kalifornien) war ein US-amerikanisches Fetisch- und Aktmodell. Sie wurde in den 1950er Jahren durch Pin-up-Bilder bekannt, geriet in den 1960er Jahren weitgehend in Vergessenheit und wird seit den 1980er Jahren von verschiedenen Subkulturen als Pin-up-Ikone und Sexsymbol verehrt. Sie gilt als eine der meistfotografierten Frauen der 1950er Jahre, als erstes bekanntes Bondage- und Fetischmodel und als Wegbereiterin der sogenannten sexuellen Revolution. Sie war Inspiration für Comicfiguren, Filme und die Entwicklung der New Burlesque.

## Biografie

### Kindheit und Jugend
Bettie Page wurde in ärmlichen Verhältnissen als zweites der sechs Kinder von Walter Roy Page (1896–1964) und Edna Mae Pirtles (1901–1986) geboren. In ihrer Kindheit reiste die Familie durchs Land, auf der Suche nach Arbeit und wirtschaftlicher Stabilität. Bettie, die von ihrem Vater sexuell missbraucht wurde, musste sich bereits früh um ihre jüngeren Geschwister kümmern. Ihre Eltern ließen sich scheiden, als Bettie zehn Jahre alt war, und ihre Mutter gab Bettie  aus einer finanziellen Notlage heraus für ein Jahr in ein Waisenhaus.
Als Teenager entwarfen Bettie und ihre Schwestern Frisuren, sie imitierten die Make-up-Stile ihrer Idole, und Page lernte in dieser Zeit auch das Nähen. Beides erwies sich später als nützlich für ihre Karriere, da sie sowohl ihr Make-up als auch ihre Frisuren, ihre Bikinis und ihre Kostüme selbst entwarf. Sie war eine sehr gute Schülerin der Hume-Fogg High School und Mitglied des Debattierclubs, dort wurde sie als „höchstwahrscheinlich erfolgreich“ beurteilt.
Sie schloss die High School am 6. Juni 1940 als Zweitbeste ihres Jahrgangs ab und immatrikulierte am George Peabody College mit dem Ziel, Lehrerin zu werden. Im Herbst darauf wechselte sie das Studienfach; sie studierte nun Schauspiel in der Hoffnung, als Filmstar entdeckt zu werden. Zur gleichen Zeit nahm sie ihren ersten Job an, sie erledigte Schreibarbeiten für den Autor Alfred Leland Crabb. 1944 schloss sie das College mit dem Bachelor of Arts ab.
1943 heiratete Page ihren früheren Schulkameraden Billy Neal kurz vor dessen Einberufung zum aktiven Dienst im Zweiten Weltkrieg. In den folgenden Jahren zog Page von San Francisco nach Nashville, von dort nach Miami und anschließend nach Port-au-Prince auf Haiti. Nach ihrer Rückkehr in die Vereinigten Staaten im Jahr 1947 beantragte sie die Scheidung von Neal.

### Karriere als Fotomodell

#### Die Camera-Clubs
Danach arbeitete sie gelegentlich in San Francisco und auf Haiti. Auf der Suche nach einer Anstellung als Schauspielerin zog sie schließlich nach New York, wo sie sich zunächst mit Gelegenheitsjobs als Sekretärin über Wasser hielt. 1950 begegnete Page bei einem Spaziergang am Strand von Coney Island dem Polizisten Jerry Tibbs, der sich für Fotografie interessierte. Page war bereit, für ihn Modell zu stehen. Aus den von Tibbs gemachten Fotografien entstand ihr erstes Pin-up-Portfolio.
In den späten 1940er Jahren fanden sich Männer in sogenannten Camera-Clubs zusammen, deren Zweck es war, die bestehenden restriktiven gesetzlichen Bestimmungen zur Produktion von Aktaufnahmen zu umgehen. Vorgeblich dienten die Clubs der Herstellung künstlerisch wertvoller Fotografien; sie waren jedoch nur Fassade für die Herstellung erotischer und zum Teil auch pornografischer Aufnahmen. Als Page im Bereich der Glamourfotografie mit dem Fotografen Cass Carr zu arbeiten begann, war sie bereits ein sehr bekanntes Model in der Camera-Club-Szene. Ihre hemmungslose Art beim Posieren vor der Kamera machte sie populär und ihr Gesicht wurde in der Erotikindustrie rasch bekannt. 1951 erschienen ihre Bilder in Männermagazinen mit Namen wie Eyeful, Wink, Titter, Black Nylons oder auch Beauty Parade.

#### Zusammenarbeit mit Irving Klaw
Zu dieser Zeit modelte sie gelegentlich für den Fotografen Irving Klaw, der Fotografien mit Bondage- und sadomasochistischen Motiven per Postversand vertrieb. Klaw schlug Page die Pony-Frisur vor, die zu ihrem Markenzeichen wurde und in den kommenden Jahrzehnten Reminiszenzen an Page leicht erkennbar machte. Sie wurde durch Klaw als Bettie Page – The Dark Angel („Der dunkle Engel“) zum ersten bekannten Bondage- und Fetischmodel. Klaw deckte mit den Dominatrix-Bildern der mit einer Peitsche versehenen Page eine Lücke ab, denn in den öffentlich verkäuflichen Männermagazinen der Eisenhower-Ära waren solche Bilder nicht verfügbar. Entgegen den Behauptungen von Klaw, die überwiegend Marketingzwecke erfüllten, war Page selbst weder an Bondage noch an BDSM interessiert. Die Szenerien, die sie als Femdom mit ihrer Schwester darstellten, sowie die Fotografien submissiver oder gefesselter Damsel in Distress („Verfolgte Unschuld“) waren gestellt.
Als die von Klaw vertriebenen Künstler wie John Willie und Gene Bilbrew nicht mehr nur einzelne Bilder produzierten, sondern ganze Serien herstellten, die sich wie Bildergeschichten betrachten ließen, war für Klaw der Schritt zu Filmproduktionen mit Page eine naheliegende Weiterentwicklung. Mit ihr und weiteren bekannten Stars aus der Pin-up- und der Burlesque-Szene, beispielsweise Lili St. Cyr und Tempest Storm, produzierte Klaw die drei Untergrundfilme Striporama (1953), Varietease (1954) und Teaserama (1955). Diese drei Filme waren für die Verbreitung des Striptease in den prüden USA der Nachkriegszeit von besonderer Bedeutung, da sie weit mehr Menschen erreichten und beeinflussten als die bis dahin üblichen Burlesque-Nummern in den Nachtclubs oder Vaudeville-Häusern. Bettie Page wurde durch die Zusammenarbeit mit Klaw zu einer Ikone des Catfight. Sie wirkte an etwa 50 Frauenringkampffilmen mit, zudem gab es hunderte von Fotos mit Ringkampfposen.

#### Off-Broadway
Während ihrer Zusammenarbeit mit Herbert Berghoff bekam Page 1953 einige Theaterrollen in New Yorker Off-Broadway-Produktionen, beispielsweise Time is a Thief und Sunday Costs Five Pesos, und sie hatte einige Fernsehauftritte, darunter einen Auftritt in der damals populären Jackie Gleason Show. Obwohl sie zu mehreren Castings bei Filmgesellschaften in Hollywood eingeladen wurde, scheiterte sie wegen ihres sehr stark ausgeprägten Südstaatendialekts, den sie trotz intensiven Sprachtrainings nie ablegen konnte. Sie konnte in der Schauspielerei weder auf der Bühne noch auf der Leinwand Fuß fassen, ihr Schwerpunkt blieb die Pin-up-Fotografie.

#### Zusammenarbeit mit Bunny Yeager
1954, während einer ihrer jährlichen Reisen nach Miami, traf sie die Fotografen Jan Caldwell, H. W. Hannau und Bunny Yeager. Als eines der bekanntesten Pin-ups in New York wurde sie von Yeager, ehemaligem Model und damals aufstrebender Fotografin, für Fotoaufnahmen im heute geschlossenen Africa U.S.A. Park in Boca Raton gebucht. Das Ergebnis war die Jungle-Queen-Serie mit den meistbeachteten Fotografien ihrer Karriere, darunter sind sehr populär gewordene Aktaufnahmen von Page mit einem Gepardenpaar. Die verwendeten Kostüme mit dem klassischen Leopardenmuster hatte Page selbst entworfen.
Als Yeager 1955 einige der Fotos an den Gründer des Playboy, Hugh Hefner, schickte, stellte dieser Page als Playmate des Monats Januar vor. Im selben Jahr gewann sie auch den Titel „Miss Pinup Girl of the World“. Während die Karriere vieler Pin-up-Girls sich häufig nur auf ein paar Monate beschränkte, war Page als Model über Jahre hinweg bis 1957 gefragt. Obwohl sie oft nackt posierte, erschien sie nie offiziell in Szenen mit pornografischem Bezug.

### Rückzug aus der Öffentlichkeit
Auf dem Höhepunkt ihrer Karriere zog sie sich 1957 aus der Öffentlichkeit zurück. Zu diesem Zeitpunkt gab es etwa 20.000 Bilder von ihr, und sie war auf mehr Titelblättern und Magazinen erschienen als später Marilyn Monroe und Joan Crawford zusammen. Für ihren Rückzug wurden verschiedene Gründe angegeben. In einem ihrer Interviews zwischen 1996 und 1999 gab sie selbst an, sie sei zu alt geworden.
Nach ihrem Rückzug wandte sich Page der evangelikalen Erweckungsbewegung zu. Während einer ihrer regelmäßigen Besuche in Key West wohnte sie am Silvesterabend einem Gottesdienst der Gemeinde bei, die heute die Key West Temple Baptist Church ist. Sie fand die ethnisch gemischte Atmosphäre sehr attraktiv und besuchte nun regelmäßig die Gottesdienste. Nach dieser Bekehrung brach sie jede Verbindung zu ihrem früheren Leben ab.

### Die Jahre nach dem Rückzug
In den folgenden Jahren besuchte sie verschiedene weiterführende Bibelschulen, unter anderem das Bible Institute of Los Angeles, die Multnomah School of the Bible und ein als „Bibletown“ bekanntes Rüstzentrum einer überkonfessionellen Gemeinde in Boca Raton. In den 1960er Jahren wollte sie als christliche Missionarin nach Afrika gehen; da sie geschieden war, wurde dies jedoch abgelehnt. Ehe sie sich 1963 wieder in Nashville niederließ, arbeitete sie für verschiedene christliche Organisationen. Um Zugang zur Missionsarbeit zu erhalten, heiratete sie ihren geschiedenen Mann Billy Neal ein zweites Mal, die Ehe wurde jedoch nach kurzer Zeit wieder geschieden. Neben einer weiteren gescheiterten Ehe mit Armond Walterson in den 1960er Jahren und ihrer Arbeit in einer christlichen Organisation gab es bis in die 1980er Jahre hinein keine weiteren öffentlichen Informationen über Page.
Sie kehrte 1967 in das von ihr geliebte Florida zurück und heiratete dort Harry Lear. Die Ehe wurde 1972 geschieden. Page verließ Florida in den späten 1970er Jahren, um mit ihrem Bruder zusammen in Los Angeles zu leben. Sie lebte dort sehr zurückgezogen und war sich des Kultes, der in den 1980er Jahren um ihre Person herum entstanden war, nicht bewusst. Die wiederaufkommende Popularität führte dazu, dass nachgeforscht wurde, was nach den 1950er Jahren mit Page geschehen war. In der Ausgabe des sehr bekannten Book of Lists von 1990 wurde Page als ehemalige Berühmtheit gelistet, die völlig aus dem Blick der Öffentlichkeit verschwunden war.
Im Jahr 1993 führte Page ein Telefoninterview mit Robin Leach von Lifestyles of the Rich and Famous, in dem sie ihm erzählte, sie habe keine Kenntnis von ihrer Popularität, sie sei „arm und nicht berühmt“. In einem anderen Interview Ende der 1990er Jahre stellte sie klar, dass sie keine Veröffentlichung aktueller Aufnahmen von sich erlaube. Lediglich 1998 änderte sie kurzzeitig ihre Meinung und erlaubte dem Playboy, ein Foto in der August-Ausgabe des Magazins abzudrucken. Danach verweigerte sie beispielsweise der Los Angeles Times für einen Artikel mit dem Titel A Golden Age for a Pinup („Eine goldene Ära für ein Pin-up-Girl“) wieder die Zustimmung zur Veröffentlichung aktueller Bilder. Sie sagte, sie wünsche sich, dass die Menschen sie so in Erinnerung behielten, wie sie gewesen sei.
Page unterschrieb einen Vertrag mit dem Agenten James Swanson aus Chicago. Beinahe mittellos und ohne jegliche Lizenzgebühren oder Tantiemen für ihre Arbeit erhalten zu haben, entließ sie Swanson nach drei Jahren und wechselte zur Curtis Management Group, die auch die Rechte von James Dean und Marilyn Monroe vertrat. Durch diesen Vertrag und die Verwertung ihrer Rechte konnte sie sich nun ihre finanzielle Unabhängigkeit sichern.
Die offene Frage nach ihrem Verbleib in den Jahren nach ihrer Karriere wurde 1996 mit Erscheinen der offiziellen Biografie Bettie Page: The Life of a Pin-up Legend teilweise geklärt. Sie beschreibt Page als geradlinige Person, die Widerständen mit erhobenem Haupt begegnet und immer vorwärts und nie zurückgeschaut hat.
1996 gewährte Page dem Reporter Tim Estiloz ein Exklusivinterview für die kurzlebige Morgensendung des NBC Real Life im Zusammenhang mit ihrer eigenen Beteiligung an der Veröffentlichung ihrer Biografie. Das ausgestrahlte Interview zeigte Fotos aus ihrer privaten Sammlung, während man ihre Stimme hören konnte, die von ihrer Karriere berichtete und Anekdoten aus ihrem privaten Leben erzählte. Auf ihren Wunsch wurde ihr Gesicht während des Interviews nicht gezeigt. Das Interview wurde nur ein einziges Mal im öffentlichen Fernsehen ausgestrahlt, ist aber unter dem Titel REAL Bettie Page TV Interview – Her Life In Her OWN Words im Internet verfügbar.

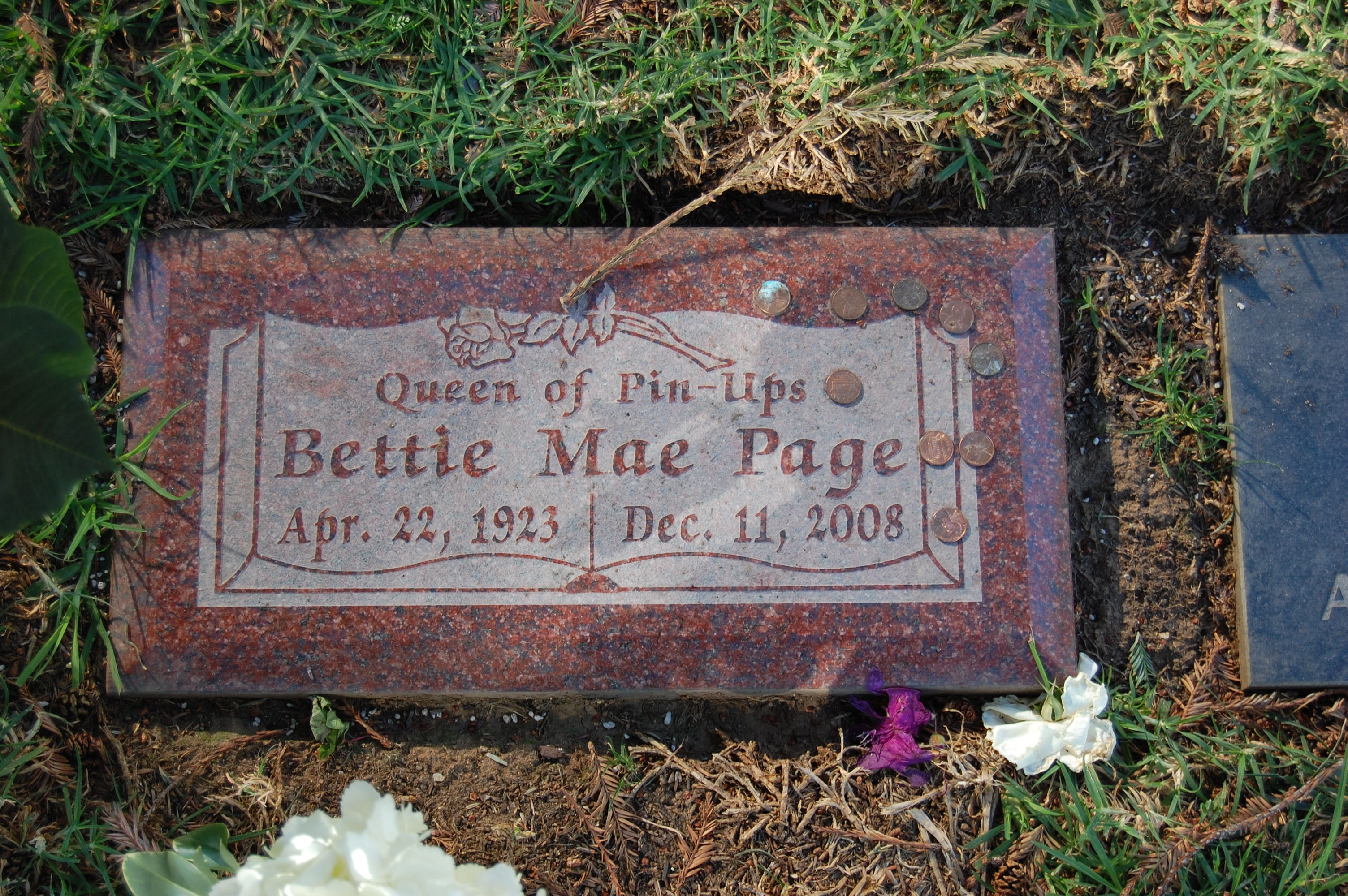
Grab von Bettie Page auf dem Westwood Village Memorial Park Cemetery

Eine weitere Biografie, The Real Bettie Page: The Truth about the Queen of Pinups, 1997 von Richard Foster veröffentlicht, erzählt eine andere, weniger glückliche Geschichte über ihr Leben nach dem Rückzug aus der Öffentlichkeit. Fosters Buch stieß auf heftigen Widerstand bei Page-Fans, unter anderem bei Hugh Hefner und Harlan Ellison. Page gab eine Erklärung ab, die von Foster verfasste Biografie sei „voller Lügen“. Die Kritik wurzelte in Fosters Veröffentlichung eines Polizeiberichts aus dem Büro des Los Angeles County Sheriff, demzufolge Page an einer paranoiden Schizophrenie leide. Sie habe am Nachmittag des 19. April 1979 ihre Vermieterin während eines paranoiden Schubes niedergestochen. Page bestätigte im Playboy-Interview ihre deutlichen psychotischen Symptome (Stimmen hören, religiöse Eingebungen) sowie eine monatelange Einweisung nach einem Messer-Angriff auf ihren Ehemann und ihre Stiefkinder, zudem den Messer-Angriff gegen ihre im Bett liegende Vermieterin. Vom Gericht wurde sie ihrer Aussage nach wegen Unzurechnungsfähigkeit durch Schizophrenie wegen des letzten Deliktes nicht verurteilt. Im Dokumentarfilm Bettie Page Reveals All (2012) bestätigt sie ihren mehrere Jahre dauernden Aufenthalt als Patientin einer psychiatrischen Klinik.
Page scheute nach wie vor die Öffentlichkeit und lebte abgeschirmt und zurückgezogen an einem unbekannten Ort in Kalifornien. Mitte November 2008 wurde sie mit Lungenproblemen ins Krankenhaus eingeliefert. Anfang Dezember 2008 fiel sie nach einem Herzinfarkt ins Koma. Am 11. Dezember 2008 starb sie in Los Angeles im Alter von 85 Jahren nach einwöchiger Bewusstlosigkeit. Sie wurde auf dem Westwood Village Memorial Park Cemetery beigesetzt.

## Die Wiederentdeckung des Sexsymbols
1976 veröffentlichte Eros Publishing A Nostalgic Look at Bettie Page, einen Rückblick auf ihre Fotos der 1950er Jahre. Zwischen 1978 und 1980 publizierte der Verlag Belier Press vier Bände einer Fotosammlung mit dem Titel Betty Page: Private Peeks, die überwiegend aus den privaten Camera-Club-Fotosessions stammten und die Page einer neuen, aber noch kleinen Anhängerschaft vorstellten. 1983 folgte ein weiterer Nachdruck ihrer Aufnahmen aus der Camera-Club-Szene durch London Enterprises, In Praise of Bettie Page – A Nostalgic Collector’s Item.
In den frühen 1980er Jahren wurde Page das Vorbild für die Geliebte des Comic-Helden Cliff Secord in der später als Rocketeer verfilmten Serie des Zeichners Dave Stevens. 1987 wurde von Greg Theakston ein Fanzine namens The Betty Pages ins Leben gerufen, in dem überwiegend Anekdoten aus ihrem Leben, insbesondere aus den Camera Clubs, erzählt wurden. In den folgenden sieben Jahren erregte das Blatt weltweit Interesse an Page. Ihr Stil, vor allem aber ihre Frisur, wurde von Frauen vielfach kopiert. Nachdem die Medien auf die Begeisterung für Page aufmerksam geworden waren, erschienen etliche Artikel über sie. Als ihre Fotografien beinahe alle gemeinfrei waren, wurden sie für die Aufwertung anderer Produkte verwendet und in dem aufkommenden Popularitätsschub zu Geld gemacht.
Mitte der 1990er Jahre wurde Page in einer Fernsehsendung von Lifestyles of the Rich and Famous porträtiert, ebenso von Entertainment Tonight. Der Herausgeber der The Betty Pages, Greg Theakston, führte für die The Betty Page Annuals V.2 ein Interview mit ihr. 1994 erschien ein von Yeager autorisierter Bildband mit einer Kurzfassung der Biografie und etwa 100 Aufnahmen von Page und der Illustrator Jim Silke arbeitete ihre Fotografien 1995 in einem großformatigen Bildband auf. Anschließend produzierte Dark Horse Comics eine Comicserie, die fiktive, teilweise erotische, Abenteuer von Page darstellte. Eros Comics verlegte ebenfalls etliche Ausgaben mit Bettie Page, die bekannteste Ausgabe wurde die ironische Erzählung Tor Loves Bettie, die ihr eine Affäre zu dem Teilzeit-Wrestler und überwiegend für Ed Wood arbeitenden Schauspieler Tor Johnson zudachte.

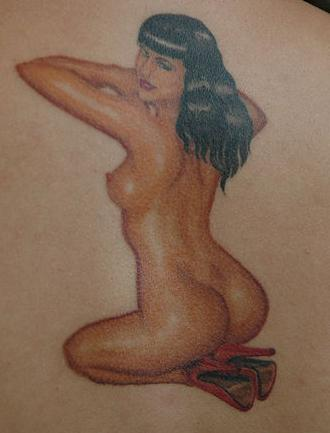
Tätowierung, inspiriert von Bettie Page

Durch das Erscheinen der beiden Biografien in den Jahren 1996 und 1997, die nachfolgenden Interviews und die Beteiligung Hefners, sowie anderer Prominenter an der Diskussion um ihre geistige Gesundheit, wurde das Interesse der Öffentlichkeit an Page verstärkt. Ebenfalls 1997 strahlte E!: Entertainment Television’s E! True Hollywood Story ein Porträt von Page mit dem Titel Bettie Page: From Pinup to Sex Queen aus. Zudem wurden einige Kurzfilme, in denen sie auftrat, auf DVD herausgegeben, beispielsweise Bettie Page: Varietease/Teaserama, und eine Zusammenfassung von fünf ihrer Kurzfilme, Betty Page in Bondage.
2003 erschienen anlässlich ihres 80. Geburtstags etliche Artikel in Zeitungen und Magazinen, die an Page erinnerten und ihre Bedeutung für die heutige Popkultur und die sexuelle Befreiung beleuchteten, wodurch das öffentliche Interesse auch außerhalb der sie verehrenden Subkulturen wie der Rockabillys, der Emo-Szene und vieler Fetischisten auf das ehemalige Model und Sexsymbol gelenkt wurde. 2004 erschien der biografische Film Bettie Page: Dark Angel von Nico B. mit dem Fetischmodel Paige Richards als Bettie Page. Der Film beschreibt die letzten drei Jahre ihrer Karriere in New York. Mit The Notorious Bettie Page drehte Mary Harron 2005 einen biografischen Film über Page, der ihren Werdegang beginnend Mitte der 1930er bis zur Mitte der 1950er Jahre erzählt. Die Schauspielerin Gretchen Mol übernahm dabei die Rolle der erwachsenen Bettie Page. Der Gitarrenbauer Halo Custom Guitars, Inc. und Page produzierten 2007 gemeinsam eine auf 100 Exemplare limitierte Serie. Die Gitarren wurden von Waylon Ford handgefertigt, von der Künstlerin Pamelin H. bemalt und von Bettie Page signiert.

## Rezeption

### Einfluss auf die sexuelle Revolution
Page wurde unter anderem wegen ihrer Ungezwungenheit vor der Kamera und ihres unkomplizierten Umgangs mit Nacktheit in den von restriktiven Moralvorstellungen geprägten Nachkriegsjahren in den USA zu einer öffentlichen Person. Sie trat im Fernsehen auf, was noch keinem anderen Pin-up-Girl vor ihr gelungen war, und wurde in den Medien als Königin des Pin-up gefeiert. Die bis dahin nur geduldeten Pin-ups, deren Bedeutung während der Kriegsjahre und der Stationierung junger Männer in Übersee zugenommen hatte, rückten stärker in das öffentliche Bewusstsein, und Page, die überwiegend als das All-American-Girl („das Mädchen von nebenan“) in der Öffentlichkeit wahrgenommen wurde, in den Vordergrund. Damit wurde sie zum Prototyp einer sexuell freizügigen und trotzdem unschuldig wirkenden Frau, die anderen Frauen mit starkem Sex-Appeal, beispielsweise Marilyn Monroe, den Weg in die gesellschaftliche Anerkennung ebnete. Page, die ihren Einfluss auf die sexuelle Befreiung selbst völlig anders wahrgenommen hat, sagte in einem Interview dazu: „Man sagt, ich sei eine Sex-Ikone und mit mir habe die sexuelle Revolution begonnen, aber ich habe nur nackt posiert. Meine sexuelle Aktivität jedenfalls war nie geringer als während meiner sieben Jahre in New York.“
Die Fotografien von ihr, insbesondere die Fetisch- und Bondageaufnahmen, die aus heutiger Sicht eher harmlos wirken, lösten in der Eisenhower-Ära einen Untersuchungsausschuss aus, der sich mit den nach damaligem Verständnis pornografischen Werken und deren verderblichem Einfluss auf die Jugend auseinandersetzte. Durch diese Untersuchung rückten ihre Aktbilder und ihre verschiedenen fetischistischen Rollenbilder wie die Jungle Queen, Zofe, Dominatrix oder Krankenschwester stärker in den Vordergrund, jedoch änderte sich dadurch die positive Wahrnehmung in der öffentlichen Meinung nicht.

### Kulturelle Einflüsse
Der Einfluss ihres erotischen Stils ist in vielen Genres und Subkulturen sichtbar geworden, beispielsweise in den verschiedenen Comicfiguren, genauso wie in der Rockabilly-, Psychobilly-, Gothic-, Punk- oder BDSM-Szene. Neben Zigarettenwerbungen und Merchandising-Artikeln verweisen einige Filme mit Szenen, Texten oder Kostümen auf Page, unter anderem Pulp Fiction, Haus der 1000 Leichen und The Crying Game.
Page wird seit den 1970er Jahren häufig als Motiv in Illustrationen und Comics aufgegriffen, beispielsweise in der Jungle Betty Serie von Dave Stevens, der Clara Noche Serie von Trillo Maicas & Bernet oder der später in Batman & Robin verfilmten Figur Poison Ivy, die von dem Autor Robert Kanigher und dem Künstler Sheldon Moldoff geschaffen wurde. Von den Fotos existieren hunderte Nachzeichnungen und computergestützte Nachbearbeitungen ihrer Bewunderer, einige der typischen Posen der Pin-up-Fotografie von Page wurden als Tätowierung, Streetart oder als Aufdruck auf Merchandisingprodukten verwendet. Den Reminiszenzen an Page sind vor allem die Bettie Bangs, ihre unverwechselbare Frisur, gemein, während die Posen und die Mimik sich häufig unterscheiden. Nicht zuletzt ist die Kultfigur Emily Strange ihr nachempfunden, ebenso die Arbeiten verschiedener Künstler, beispielsweise der Pin-up-Zeichnerin Olivia de Berardinis und verschiedener Fetischkünstler und -fotografen.

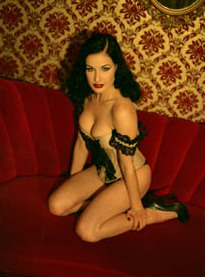
Auch die New-Burlesque-Künstlerin Dita Von Teese ließ sich von Bettie Page inspirieren

Zahlreiche Musiker haben Bettie Page besungen, darunter Paul Spencer, der auf dem Album The Whole Shebang mit dem Titel „Bettie Page“ eine Hommage an ihre Fotografien sang, und die Metalband Bile, auf deren Album Sex Reflex (2000) im Lied „Bettie Page“ des glänzend schwarzen Haares Pages gedacht wird. Außerdem bezog sich die Royal Crown Revue (The Contender, 1998) mit dem Track „Port-Au-Prince (Travels with Bettie Page)“ auf ihr Leben auf Haiti. The Creepshow erwähnten 2006 auf dem Album Sell Your Soul das Sexsymbol mit der Textzeile „She’s a horrorbilly Bettie Page in the flesh“ aus „Psycho Ball And Chain“. Die Ärzte widmeten Bettie Page in dem Lied Mondo Bondage die Textzeile „Bitte sei mir meine Bettie oder Gwendoline“.
Neben der Huldigung in Musiktexten wurden einige Kompilationen zusammengestellt, deren Auswahl Burlesque-Tänze untermalt oder auf die Musik der 1950er Jahre verweist. Beispiele hierfür sind Betty Page: Danger Girl Burlesque Music oder Back to the 50’s: A Betty Page Tribute, beide erschienen 1997.
Insbesondere Madonna nahm die Anregungen durch Page-Fotografien in den 1950er Jahren immer wieder auf, beispielsweise den spitz zulaufenden Metall-Büstenhalter oder das Spiel mit Fetischrequisiten, um die bürgerliche Moral zu erschüttern. Genau wie Page in den 1950er Jahren gewann Madonna dadurch nicht nur männliche, sondern auch weibliche Fans. Page motivierte darüber hinaus immer wieder Modeschöpfer, beispielsweise Jean Paul Gaultier, und war eine der Inspirationsquellen des Rockabilly-Kleidungsstils.
Für die Entwicklung des Burlesque über den Striptease hin zur New Burlesque war Pages Wirken von großer Bedeutung. Ihre Posen und ihr erotisch-naiver Stil wie auch ihr Aussehen werden von zahlreichen Pin-up-Models und New-Burlesque-Tänzerinnen kopiert, darunter Dita Von Teese, Immodesty Blaize oder die modernen Pin-up-Models Suicide Girls. Mit Page-Fotografien und Filmen haben Fetisch und Glamour als Stilmittel einen festen Platz in der Entwicklung des Burlesque gefunden. Dita Von Teese bezeichnete Page in diesem Zusammenhang „als den Wind unter ihren Quasten.“

## Filme
Neben einer Reihe kleinerer Schwarzweiß-Produktionen aus den frühen 1950er Jahren, die mehrfach auf digitalen Medien wiederveröffentlicht wurden, entstanden in den späten 1990er Jahren erneut Filme mit und über das Leben des berühmten Models.

### Filme mit Bettie Page (teilweise Archivmaterial)
- 1950: Teaser Girl in High Heels
- 1953: Striporama
- 1954: Varietease
- 1955: Teaserama
- 1998: Betty Page: Pin Up Queen
- 1998: Betty Page: Bondage Queen
- 1999: Playboy: Playmate Pajama Party
- 2001: Dance of Passion
- 2004: Playboy: 50 Years of Playmates
- 2003: Playboy’s 50th Anniversary Celebration
- 2004: Striptease: The Greatest Exotic Dancers of All Time
- 2016: The Exotic Dances of Bettie Page (Amazon)

### Filme über Bettie Page
- 1998: E! True Hollywood Story
- 2004: Taboo: The Beginning of Erotic Cinema
- 2004: Bettie Page: The Girl in the Leopard Print Bikini
- 2004: Bettie Page: Dark Angel
- 2005: The Notorious Bettie Page
- 2012: Bettie Page Reveals All: the Authorized Biography[35]
- 2013: Bettie Page – Godmother of Striptease. Dokumentarfilm von Mark Mori, 2013, 58 Min.